# Cypripedium arietinum
Cypripedium arietinum là một loài lan bản địa của Great Lakes, Bắc Mỹ.

## Hình ảnh

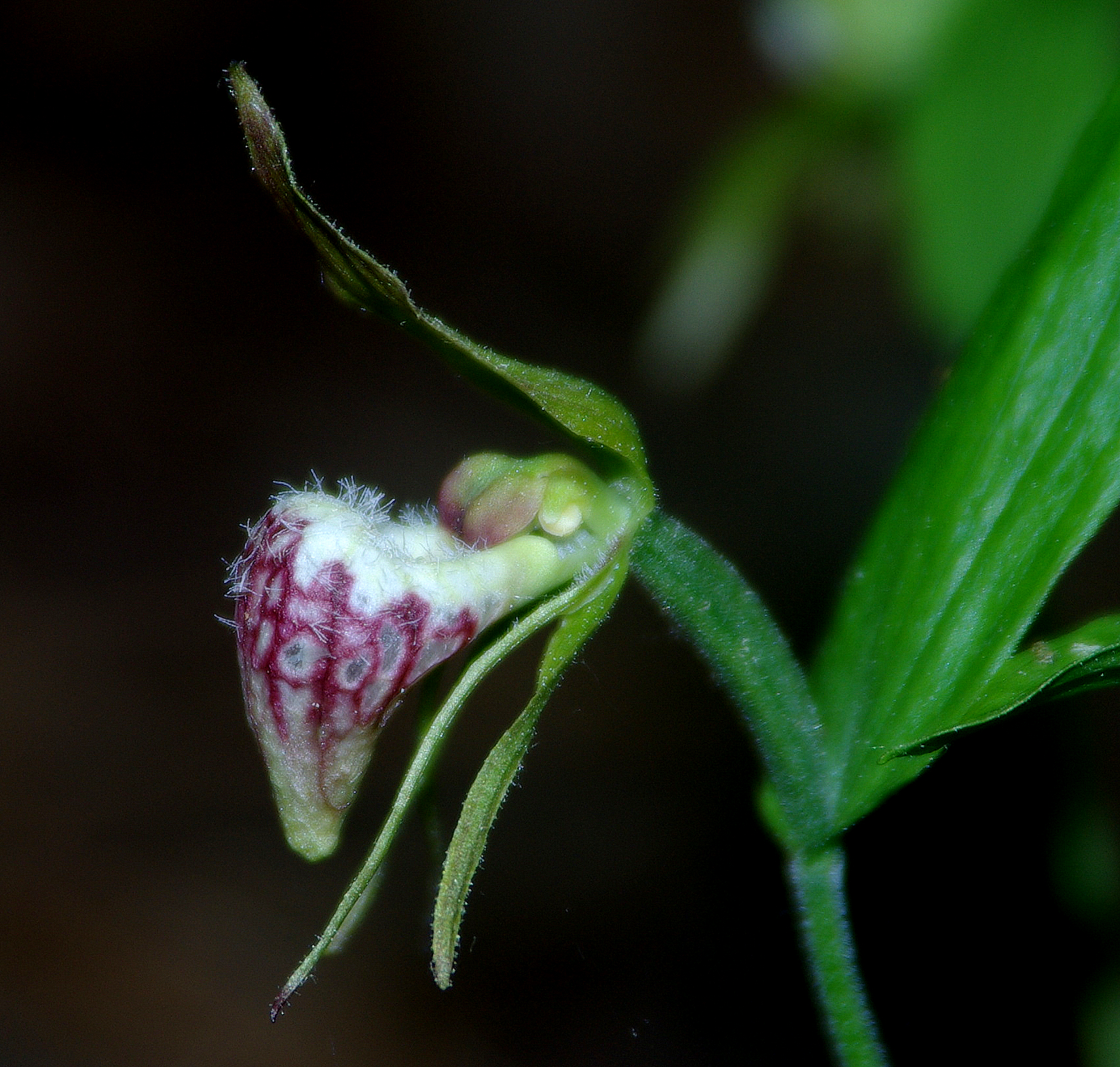
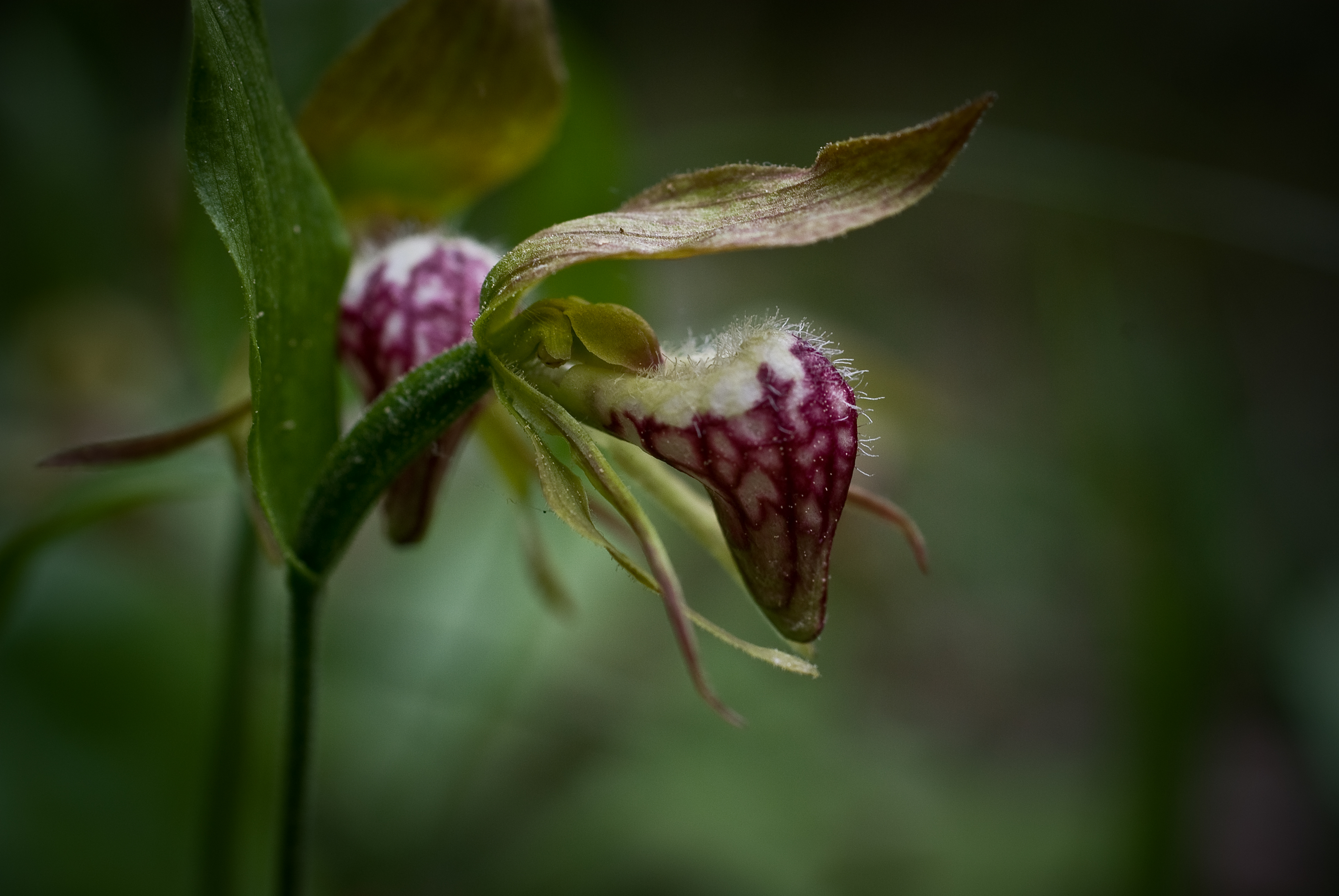
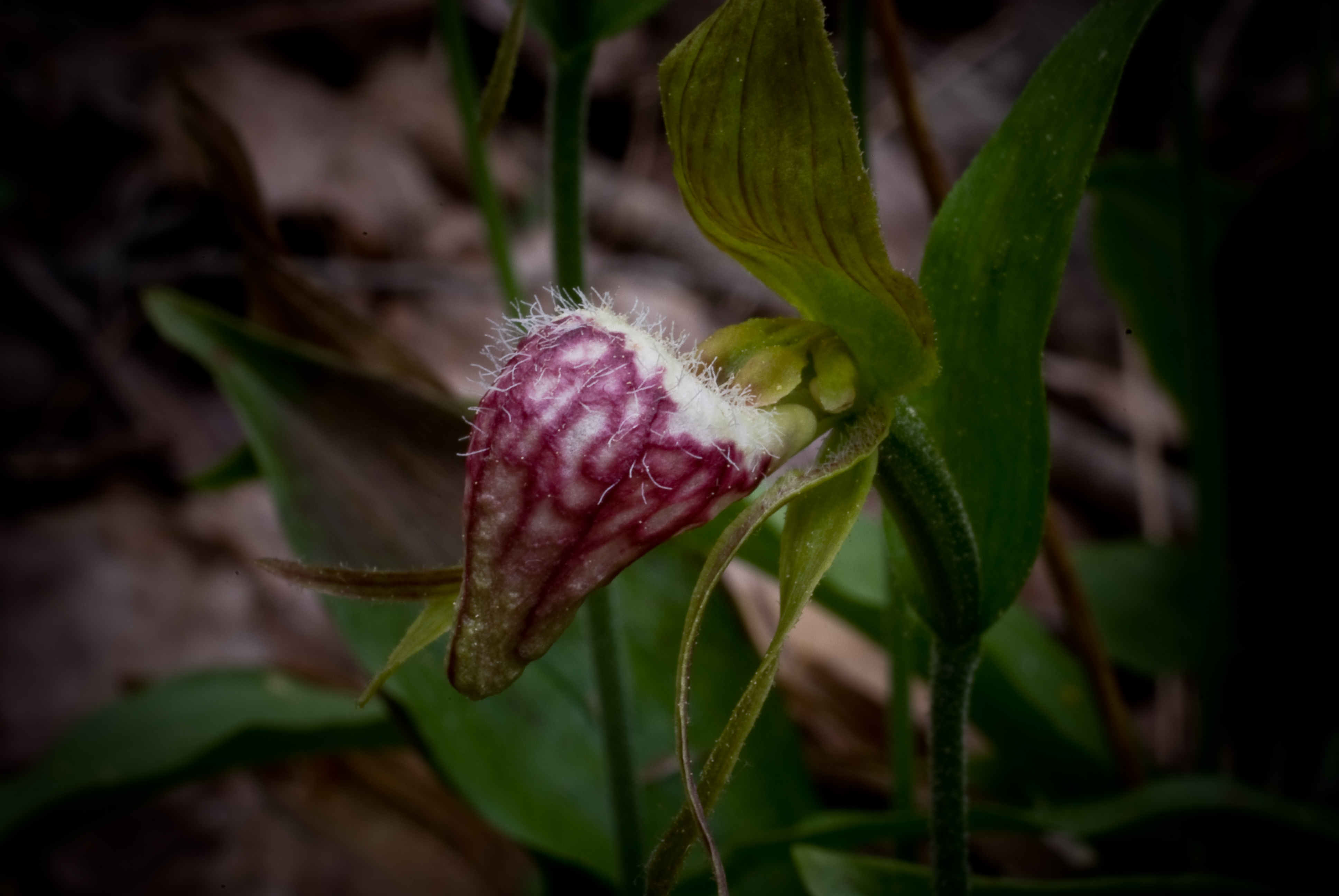
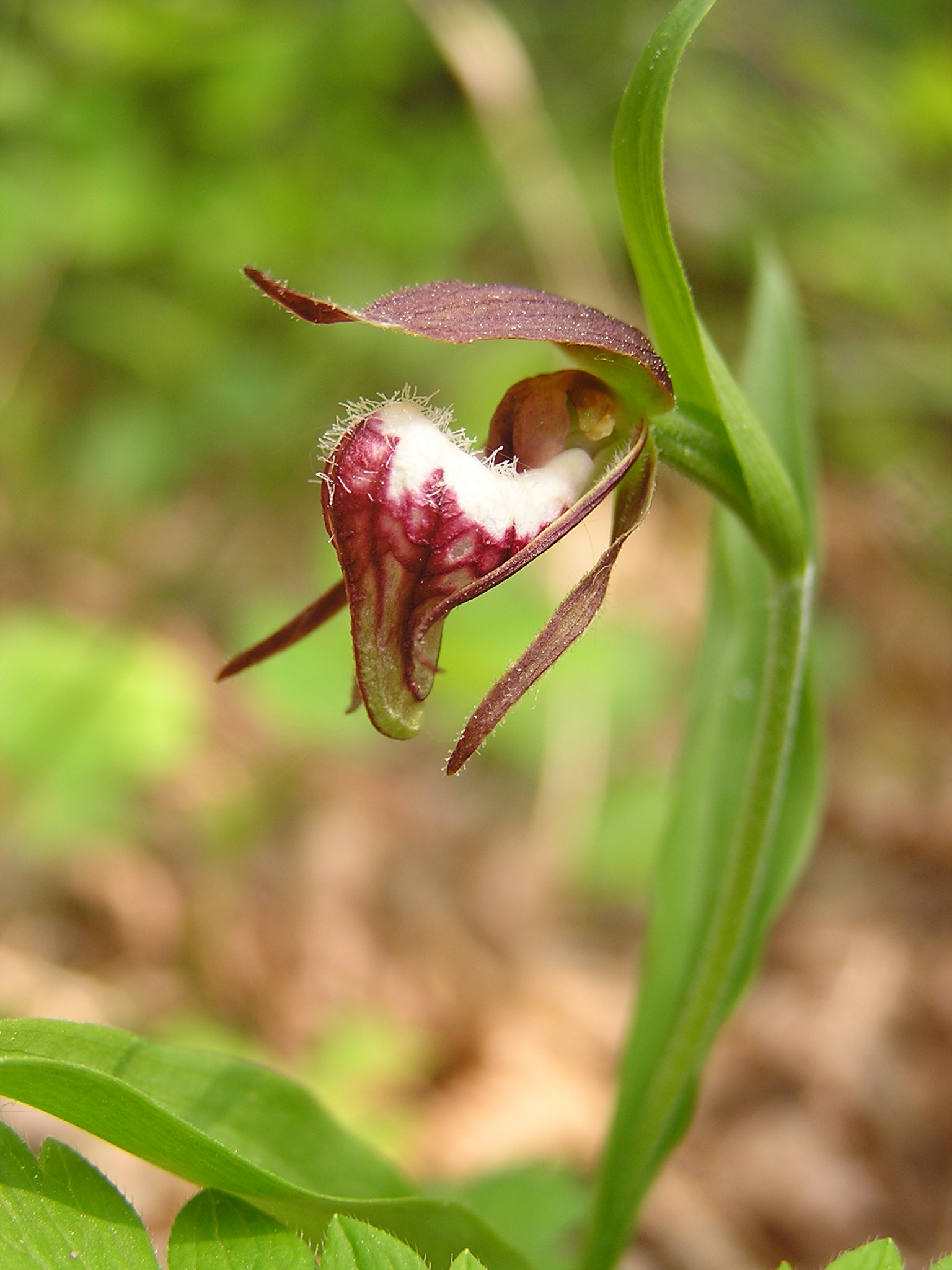